# Diestota ambigua
Diestota ambigua är en skalbaggsart som först beskrevs av Notman 1920.  Diestota ambigua ingår i släktet Diestota och familjen kortvingar. Inga underarter finns listade i Catalogue of Life.